# 파스텔 (인도네시아 음식)
파스텔(인도네시아어: pastel)은 고기, 채소, 쌀 버미셀리 등으로 만든 소를 채워 튀긴 인도네시아의 페이스트리 간식이다. 포르투갈식 파스텔의 영향을 받아 만들어진 쿠에의 하나이며, 쿠에 파스텔(인도네시아어: kue pastel)이라 불리기도 한다.

## 만들기
닭고기 등 고기는 구워서 결대로 찢거나 잘게 썰어 두고, 감자, 당근 등 채소도 잘게 깍둑썰어 익혀 둔다. 쌀 버미셀리는 뜨거운 물에 익힌다. 기름에 양파나 셜롯, 마늘, 고추, 파, 잎셀러리 등 향신채를 볶다가 고기와 채소를 넣고 소금, 후추, 크림, 쌀 버미셀리, 삶은 달걀 등을 넣어 소를 만든다.
밀가루에 버터, 달걀, 물 등을 넣어 페이스트리 반죽을 만들고, 밀대로 밀어 만두 피처럼 얇게 편다.
피에 소를 넣고, 엠파나다와 비슷한 방식으로 끝을 말아 봉한 뒤 기름에 튀겨 낸다.

## 같이 보기
- 카리팝